# Ivan Kotljarevsky
Ivan Petrovych Kotliarevsky (Poltava, 9 september 1769 – aldaar, 10 november 1838) was een Oekraïense oud-militair en schrijver. Hij is vooral bekend geworden door zijn boek Eneida, waardoor hij beschouwd wordt als de grondlegger van de moderne Oekraïense literatuur.

## Biografie
Ivan Kotliarevsky werd op 9 september 1769 geboren in de stad Poltava. Na zijn studie op de Theologisch Seminarie in Poltava, ging hij aan de slag als leraar voor de adel op landgoederen.
Kotliarevsky diende als soldaat in het Keizerlijk Russische Leger tijdens de Russisch-Turkse oorlog van 1806 tot 1812. Hij raakte als stafkapitein onder andere betrokken bij de Slag bij Izmail. In 1808 besloot Kotliarevsky met pensioen te gaan en werd in 1810 beheerder van het tehuis voor de opvoeding van kinderen van arme edelen.
Kotliarevsky raakte betrokken bij de Franse invasie van Rusland in 1812. Hij was verantwoordelijk voor het organiseren van het 5e Oekraïense Kozakkenregiment in de stad Horoshyn. Voor zijn verdiensten kreeg hij de rang majoor.
Van 1816 tot 1821 was Kotliarevsky directeur van het Vrije Theater in Poltava. Later leidde hij van 1827 tot 1835 een filantropische organisatie voor mensen die 'van God welgevallig' waren.
Op 10 november 1838 overleed Kotljarevsky. Hij werd 69 jaar oud.

## Eneida

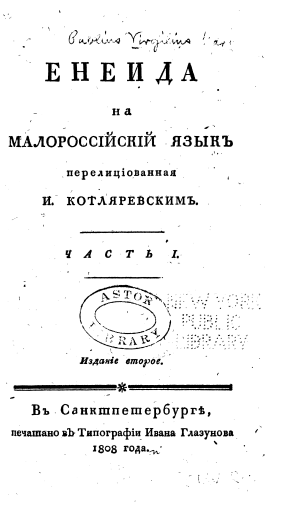
Uitgave van Eneida uit 1808.

Kotliarevsky schreef tot zijn dood in 1838 het gedicht Eneida. Eneida liet hij baseren op het heldendicht Aeneis van Vergilius. Het verhaal is bijna identiek aan het verhaal van Vergilius, maar in Eneida worden de Trojanen vervangen door de Zaporozje-Kozakken.
Historici vermoeden dat Kotljarevsky rond 1794 begon met het schrijven van het gedicht. Toen zat Kotljarevsky als soldaat in het Russische leger. Verder is er weinig bekend over het schrijfproces. Wel zijn er aanwijzingen dat Kotljarevsky handgeschreven versies van het gedicht naar intellectuelen van zijn tijd had gestuurd. Waarom hij dat deed en wie die intellectuelen waren is niet bekend.
In 1798 werden de eerste drie delen van het gedicht gepubliceerd. Kotljarevsky zelf was niet op de hoogte van de publicatie en reageerde woedend op het nieuws. Hij kon het niet accepteren dat achter zijn rug om delen van zijn gedicht werd gepubliceerd. In 1808 zou er een herdruk van de eerste drie delen plaatsvinden, wederom zonder toestemming van Kotljarevsky zelf.
Later zou Kotljarevsky meer kritiek geven op de uitgaven, mede ook vanwege de vele fouten die in de gedrukte versies staan. Ook was hij woedend omdat er een speciaal woordenboek kwam voor zijn gedicht dat de woorden van het 'klein-Russisch' zou vertalen. In Rusland werd Oekraïens niet erkend als taal en werd daarom klein-Russisch genoemd.
In 1809 werd het vierde deel van Eneida voltooid en van 1821 tot 1822 kwamen de delen vijf en zes erbij. In 1822 publiceerde hij ook een Oekraïens-Russisch woordenboek dat het 'klein-Russisch' woordenboek uit 1798 moest vervangen.
Vlak voor zijn dood had Kotljarevsky het manuscript opgestuurd naar Volochinov, zijn uitgever. Volochinov besloot in 1842 zijn zesdelige werk definitief te publiceren.